# Mont Buxton
Mont Buxton est un district des Seychelles de l'île de Mahé.

## Géographie

### Démographie
Le district de Mont Buxton couvre 1,2 km2 et compte 3 107 habitants (2002).